# Al Alvarez
Al Alvarez, nacido como Alfred Alvarez (Londres, 5 de agosto de 1929-23 de septiembre de 2019), fue un crítico, poeta y ensayista británico.

## Biografía
Era de origen judío sefardí, y se educó en la Oundle School y en el Corpus Christie College de Oxford. Al salir del alma mater oxoniense y con tan solo veintiocho años, es el primer profesor en las Christian Gauss lectures en literatura de la Universidad de Princeton, donde se entregará a la escritura de tiempo completo. Desde mediados de los años 1950 hasta 1966, se encargó de la edición y crítica de poesía del diario The Observer. 
En su trabajo para el diario británico dio a conocer a los lectores a una nueva generación de poetas, entre estos, Robert Lowell, John Berryman y Sylvia Plath, con quien tuvo una íntima amistad ligada también a su esposo Ted Hughes. En su carrera como ensayista destaca El dios salvaje, en el que analiza el tema del suicidio, a través de su relación de amistad con Plath.
Recibió reconocimientos por su labor literaria en Inglaterra como la medalla A. C. Benson de la Real Sociedad de Literatura.  
Falleció a los noventa años, víctima de una neumonía viral.